# Slovak Juniors 2015
Das Turnier Yonex Slovak Juniors 2015 als bedeutendstes internationales Nachwuchsturnier der Slowakei im Badminton fand vom 30. Oktober bis zum 1. November 2015 in Trenčín statt.

## Sieger und Platzierte
| Disziplin    | Gold                                   | Silber                               | Bronze                                     |
| ------------ | -------------------------------------- | ------------------------------------ | ------------------------------------------ |
| Herreneinzel | Ondřej Král                            | Dimitar Yanakiev                     | Petr Beran                                 |
| Herreneinzel | Ondřej Král                            | Dimitar Yanakiev                     | Danylo Bosniuk                             |
| Dameneinzel  | Anna Mikhalkova                        | Tereza Švábíková                     | Wiktoria Dąbczyńska                        |
| Dameneinzel  | Anna Mikhalkova                        | Tereza Švábíková                     | Maryna Iljinska                            |
| Herrendoppel | Michal Hubáček Jan Louda               | Aleksander Jabłoński Paweł Śmiłowski | Silvan Furrer Tobias Künzi                 |
| Herrendoppel | Michal Hubáček Jan Louda               | Aleksander Jabłoński Paweł Śmiłowski | Rinoy Manavalan Benedikt Schaller          |
| Damendoppel  | Maryna Iljinska Anna Mikhalkova        | Dominika Budzelová Tereza Švábíková  | Wiktoria Dąbczyńska Aleksandra Goszczyńska |
| Damendoppel  | Maryna Iljinska Anna Mikhalkova        | Dominika Budzelová Tereza Švábíková  | Kornelia Marczak Magdalena Świerczyńska    |
| Mixed        | Paweł Śmiłowski Magdalena Świerczyńska | Michal Hubáček Monika Světničková    | Danylo Bosniuk Maryna Iljinska             |
| Mixed        | Paweł Śmiłowski Magdalena Świerczyńska | Michal Hubáček Monika Světničková    | Michał Kikosicki Zuzanna Glijer            |